# Kärnvapenprov

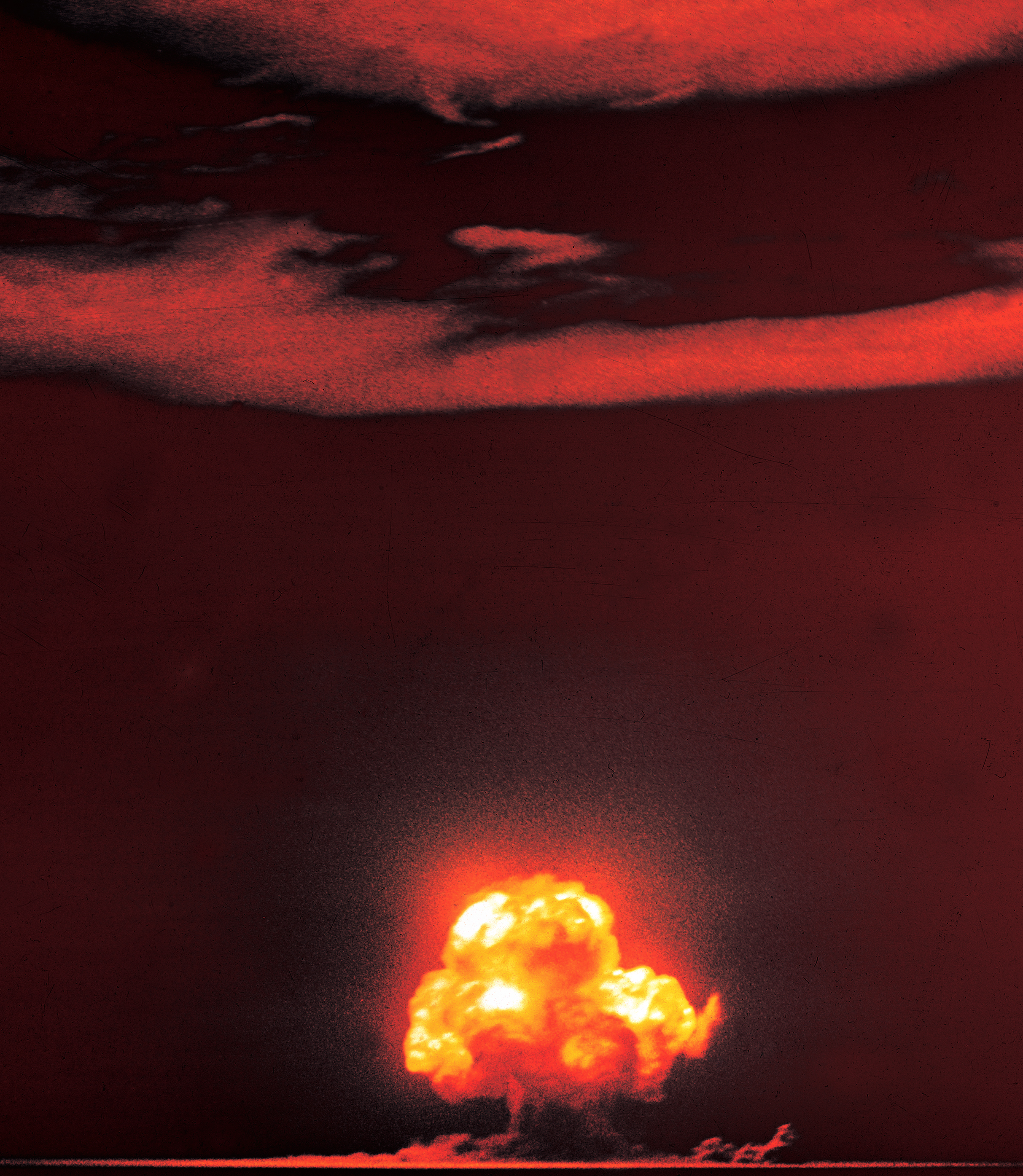
Trinitytestet 1945.

Ett kärnvapenprov är en detonation av kärnvapen som experiment och militärövning, i syfte att mäta och dokumentera sprängkraften och verkningarna av en kärnvapenexplosion. Den första provsprängningen som utförs av ett land är också ett bevis på att landet är kapabelt att bygga en atombomb eller att landet är en kärnvapenmakt. Kärnvapenprovsprängningar har använts för att visa upp landets vetenskapliga och militära styrka för omvärlden, som en sorts maktpolitisk demonstration. Det första kärnvapenprovet var Trinity-testet som utfördes 16 juli 1945, och markerade kulmen på USA:s kärnforskningsprogram Manhattanprojektet. Alla kärnvapen som detonerats i historien, utom de två atombomberna över Hiroshima och Nagasaki, har varit kärnvapenprov.

## Utförda provsprängningar
Sedan Trinitybomben 1945 fram till 1996 då fullständiga provstoppsavtalet (Comprehensive Nuclear Test-Ban Treaty, CTBT) öppnades för underskrift, har över 2000 kärnvapenprovsprängningar genomförts.
- USA utförde 1032 tester mellan 1945 och 1992.
- Sovjetunionen utförde 715 tester mellan 1949 och 1990.
- Storbritannien utförde 45 tester mellan 1952 och 1991.
- Frankrike utförde 210 tester mellan 1960 och 1996.
- Kina utförde 45 tester mellan 1964 och 1996.

Efter provstoppsavtalets införande har ett halvdussin tester genomförts:
- Indien utförde två tester 1998 (Indien har också genomfört en så kallad fredlig kärnvapenexplosion 1974.)
- Pakistan utförde två tester 1998.
- Nordkorea utförde en provsprängning 2006, en 2009, samt ytterligare en i februari 2013.[1][2]

Provsprängningar har skett på över 60 platser i världen. Av säkerhetsskäl, det vill säga risker i samband med tryckvågen från explosionen och speciellt det radioaktiva nedfallet (fallout), kan provsprängningar bara äga rum inom stora avspärrade områden, som ofta står under militär kontroll. Nevada National Security Site i USA är ett sådant område, men även avlägsna öar och atoller i Stilla Havet har utnyttjats av USA, Frankrike och Storbritannien som testplatser.
- Amchitka i Aleutiska öarna (USA)
- Mururoa och Fangataufa i Franska Polynesien (Frankrike)
- Kiritimati (Storbritannien)
- Enewetak och Bikiniatollen (USA)
- Novaja Zemlja (Sovjetunionen)

Utöver dessa områden har åtskilliga provsprängningar utförts i befolkade områden.

## Provmetoder

Fyra typer av kärnvapenprov: 1. Atmosfäriska, 2. Underjordiska, 3. Exoatmosfäriska och 4. under vatten.

Man brukar dela in kärnvapenprov i fyra övergripande kategorier, beroende på var någonstans de utförs:
- Atmosfäriska tester är sådana som äger rum i jordens atmosfär. Testerna har skett genom att man detonerat kärnladdningar i höga torn, med ballonger, från pråmar eller öar, eller genom att man släppt dem från flygplan. I vissa fall har man låtit skjuta upp laddningen med raketer innan detonationen skett på hög höjd. De flesta tester på 1950- och 1960-talen var atmosfäriska, då de är enkla och billiga att utföra, samt lättare att utvärdera. Dock medför metoden stora mängder radioaktivt nedfall som sprids världen över med vinden för att därefter regna ner och orsaka en global radioaktiv beläggning, som fortfarande ger stråldoser till människa och miljö.

- Underjordiska tester utförs under jord på varierande djup. Om testet utförs under kontrollerade former och begränsas till under markytan, producerar det endast en ringa mängd radioaktivt nedfall. Om explosionen däremot river upp hål i markytan kan det läcka ut betydande mängder radioaktivt damm, jord och smuts som leder till miljöpåverkan. Majoriteten av testerna som utfördes av USA och Sovjetunionen under kalla kriget var underjordiska, efter att det partiella provstoppsavtalet från 1963 förbjöd alla andra typer av tester.

- Exoatmosfäriska provsprängningar sker ovanför jordens atmosfär (mer än 120 km upp). Kärnladdningen förs upp på hög höjd med raket och detoneras. Provsprängningar av denna typ kan orsaka kraftfulla elektromagnetiska pulser som skadar elektronisk utrustning i mycket stora områden. Laddade partiklar från explosionen kan komma in i atmosfären och bilda norrsken.

- Under vatten. Dessa tester görs genom att man monterar kärnladdningen under ett fartyg eller en pråm, och detonerar den. Syftet är att mäta effekterna på vattenburna farkoster eller vattenbaserade kärnvapen som ubåtar eller undervattentorpeder. Metoden producerar stora mängder radioaktivt regn och dimma som förgiftar närliggande båtar och ger allvarliga konsekvenser för vattenlivet. Operation Crossroads var ett sådant amerikanskt test som utfördes i Bikiniatollen 1946.

### Partiella provstoppsavtalet
Efter att människor börjat oroa sig för stråldoser från radioaktivt nedfall från kärnvapenproverna, ökade pressen på kärnvapenmakterna att göra någonting åt problemet. 1963 ingicks det partiella provstoppsavtalet (PTBT) mellan Sovjetunionen, Storbritannien och USA, vilket förbjuder alla sorters prover utom de underjordiska.